# Harreslev
Harreslev (tysk: Harrislee) er en kommune og forstad til Flensborg, beliggende syd for den dansk-tyske grænse i Sydslesvig. Administrativt hører kommunen under Slesvig-Flensborg kreds i den nordtyske delstat Slesvig-Holsten. Den nuværende kommune hører historisk dels under Hanved og dels under Bov Sogn (begge Vis Herred, Flensborg Amt). 
Harreslev er i dag helt sammenvokset med Flensborg og betragtes som en forstad hertil. Forstaden er præget af et stort erhvervsområde med mange grænsemarkeder for især danske kunder.

## Geografi
Kommunen grænser i øst op mod Flensborg og Flensborg Fjord, i nord mod Aabenraa Kommune og i syd og vest mod Hanved. Kommunen omfatter følgende landsbyer og bebyggelser:
- Bjerggård[1] (Berghof)
- Carlsbjerg[2] (Karlsberg) og det nærliggende Krim
- Fuglsang (Vogelsang)
- Harreslev
- Harreslevgaard (Harrisleehof)
- Harreslevmark (Harrisleefeld)
- Himmerig (Himmern)
- Katrinegaard (Katharinenhof)
- Klusgaard (Klueshof)[3], Klusgaard er historisk den vestlige del af Klus
- Kobbermølle (Kupfermühle)
- Musbæk (på dansk også: Morbæk[4][5] og Mosbæk, tysk: Musbek)
- Nyhus (Niehus) med Nyhusmark (Niehuusfeld)
- Simondys
- Slukefter[6]
- Sosti (Wassersleben)
- Skovområdet Klusris

Klus, Kobbermølle og Nyhus hørte før grænsedragningen 1920 til Bov Sogn, Harreslev, Himmerig og Katrinegaard derimod til Hanved Sogn.
Med Klusris i nord og Frueskov er der større skovområder i omegnen. I øst danner Vesttangenten (B 200) grænsen mod Flensborg. På skellet mod Gottrupelle ligger Ilsø (Ihlsee).

## Historie
Byen blev nævnt første gang i 1352 i Slesvig domkapitel. Harreslev Rovhøj, Kong Arrilds Høj i byens østlige udkant og dyssen Røverkaptajnsbjerg/Räuberhauptmannsberg i Sosti vidner derimod om, at her har været mennesker allerede i sten- og bronzealder. Der har tidligere været mindst seks yderligere gravhøje på området, som nu er overpløjet.
Selve byen Harreslev blev første gang nævnt i 1352 som Haringslof. Stednavnet er afledt af mandenavn Harre eller oldnordisk Harekr eller af oldnordisk hörgr for alter. Stednavnet refererer måske til Harald Klak. Ifølge sagnet var der 826 et slag i nærheden, hvor Harald Klak blev slået og flygtede derefter til Ludvig den Fromme. Haralds kampfæller bosatte sig derefter i området og grundlagde ifølge sagnet byen Harreslev. Om Harald Klak minder også den nærliggende Haralsdal samt Kongekilden ved gænsen til Padborg. Frem til 1864 hørte den sønderjyske by til Danmark. En betydende erhvervsgren var de seks teglværker, som fandtes i byen. Det sidste af dem ved Hærvejen lukkede i 1970. Juridisk hørte byen til Vis Herred i Flensborg Amt. I kirkelig henseende var Harreslev underlagt kirken i Hanved. Først 1928 blev den nuværende tyske kirke indviet. Den danske kirke blev indviet i 1994. Ved siden af byens tyske og danske kirke findes der nu også en katolsk kirke og Jehovas Vidners forsamlingshus.
Med den nye grænsedragning i 1920 blev Harreslev grænseby. Selvom byen forblev tysk, er der fortsat en stor dansksindet befolkningsgruppe i byen. I 1938 skete indlemmelsen af Kobbermølle (Kupfermühle) og Nyhus (Niehus) samt Sosti (Wassersleben). Kobbermølle blev bygget af den danske konge Christian 4. i 1602.
Ved Hærvejen opstod i efterkrigstiden store erhvervsområder. Tilsvarende steg byens befolkningstal, og byen mistede sin landlige karakter. På trods af naboskabet til Flensborg bevarede kommunen sin selvstændighed.

## Politik
Kommunens borgmester er Martin Ellermann (partiløs). Harreslevs Kommunalbestyrelse (på tysk: Gemeindevertretung) består af 30 medlemmer. 
Ved seneste kommunalvalg i maj 2023 fik kommunalbestyrelsen følgende fordeling . Valgdeltagelse i Harreslev lå på 46,6 %.
|  | Parti     | Procent | Mandater |
|  | --------- | ------- | -------- |
|  | SSW       | 39,2 %  | 12       |
|  | CDU       | 25,8 %  | 8        |
|  | SPD       | 20 %    | 6        |
|  | De Grønne | 14,3 %  | 4        |
|  | Collatz   | 0,4 %   | 0        |
|  | Doege     | 0,2 %   | 0        |

## Uddannelse
Ved siden af den tyske centralskole findes der to danske skoler i kommunen.

## Billleder
- Harreslevs tyske kirke
- Harreslevs danske kirke
- Ved grænsen
- Fakta Harreslev